# Nurdan Karagöz
Nurdan Karagöz, née le 25 janvier 1987 est une haltérophile turque.

## Palmarès

### Championnats du monde d'haltérophilie
- Championnats du monde d'haltérophilie 2011 à Paris
  -  Médaille de bronze en moins de 48 kg.

### Championnats d'Europe d'haltérophilie
- Championnats d'Europe d'haltérophilie 2012 à Antalya
  -  Médaille d'argent en moins de 48 kg.
- Championnats d'Europe d'haltérophilie 2011 à Kazan
  -  Médaille d'argent en moins de 48 kg.